# Mathias Gadd
Mathias Gadd, född den 18 oktober 1808 i Malmö, död den 15 oktober 1873 i Ronneby, var en svensk jurist. 
Gadd gick i Malmö skola och avlade juridisk examen vid Lunds universitet. Han blev häradshövding i Medelstads härads domsaga 1848. Gadd fick 1850 guldmedalj för medborgerlig förtjänst för visat nit vid hämmandet av kolerafarsoten i Ronneby. Han blev riddare av Nordstjärneorden 1859.